# Famille Pesaro
 (juillet 2024).
La famille Pesaro est une famille patricienne de Venise, originaire de Pesaro dans les Marches.

## Historique

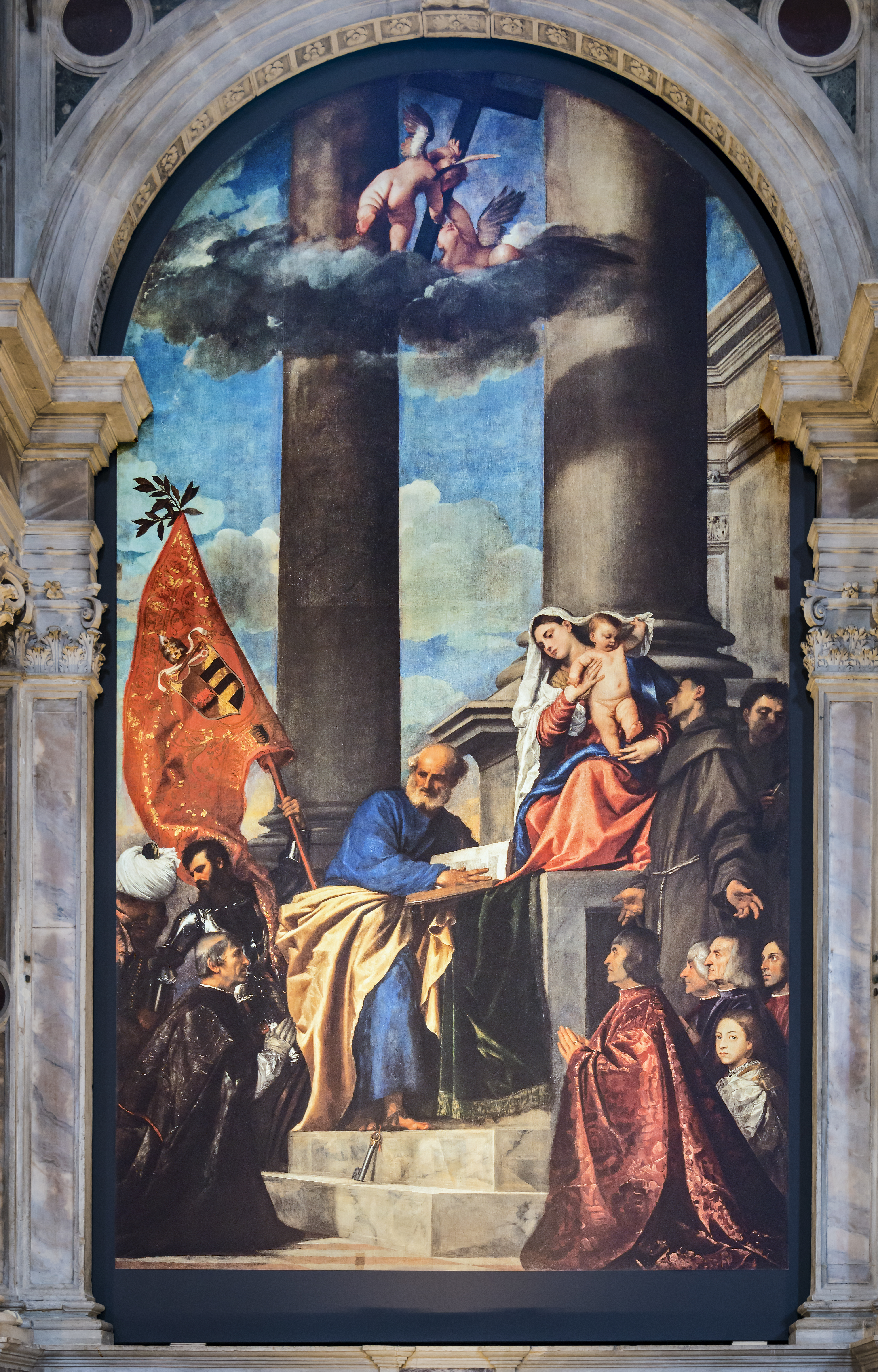
Madona di Ca'Pesaro - Œuvre du Titien à la gloire de la Famille

La famille est présente dans la Cité des Doges au moins au début du XIIIe siècle. Elle fut déjà dans la noblesse à la clôture du Maggior Consiglio en 1297 et ce avec deux branches distinctes: celle de Santa Fosca (Cannaregio) avec les frères Marco et Matteo di Palmier, et celle d' Angelo et son fils Nicolò de Santa Croce.

## Personnalités
Elle donna des amiraux, magistrats, hauts prélats et hommes de lettres.
Elle est aujourd'hui éteinte. Elle donna un doge:
- Jacopo Pesaro Évêque et  mais aussi général des galères du pape Alexandre VI inhumé dans Basilique Santa Maria Gloriosa dei Frari en 1547.
- Giovanni Pesaro, (1589-1659) fut le 103e doge de Venise du 8 avril 1658 jusqu'à sa mort.
- Ludovico, Benedetto, Pietro, Gerolamo furent procurateur de Saint-Marc.
- Leonardo également; on lui doit le mausolée du doge dans la Basilique Santa Maria Gloriosa dei Frari ainsi que le Ca' Pesaro.

## Armes

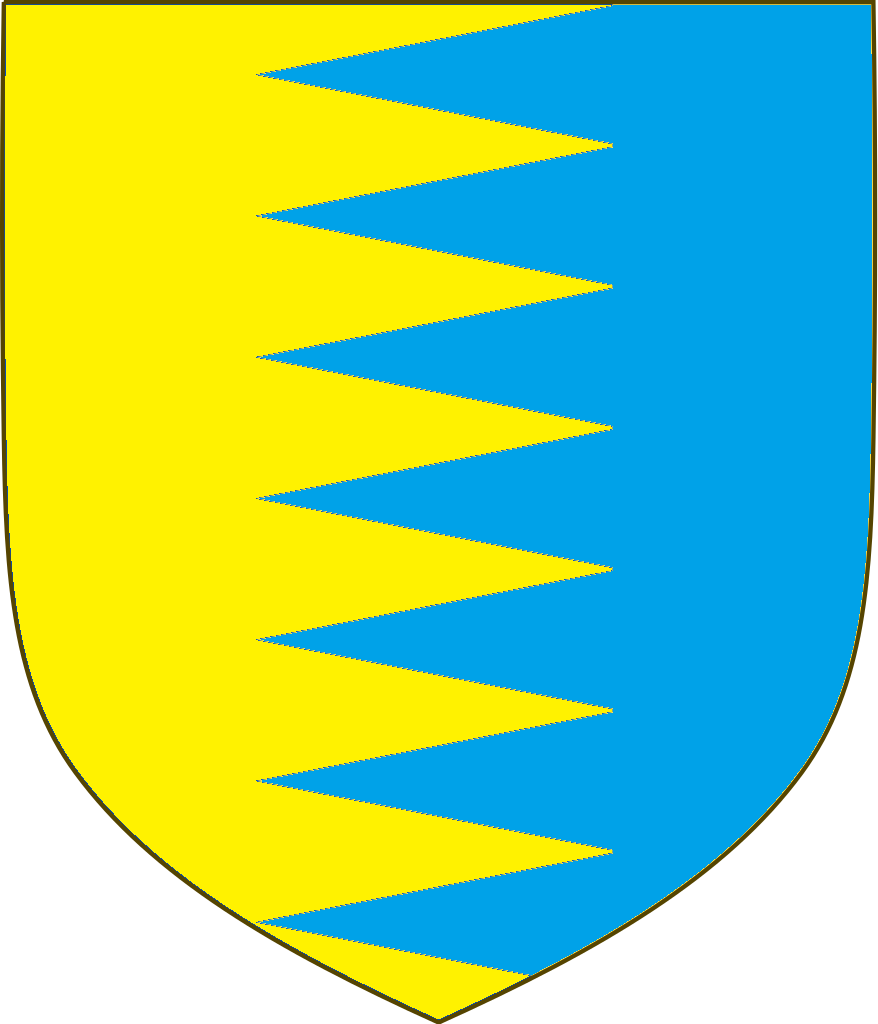
armes des Pesaro

Les armes des Pesaro se blasonnent ainsi d'un écu parti à grandes dents, soit émanché d'or et d'azur.

## Demeures

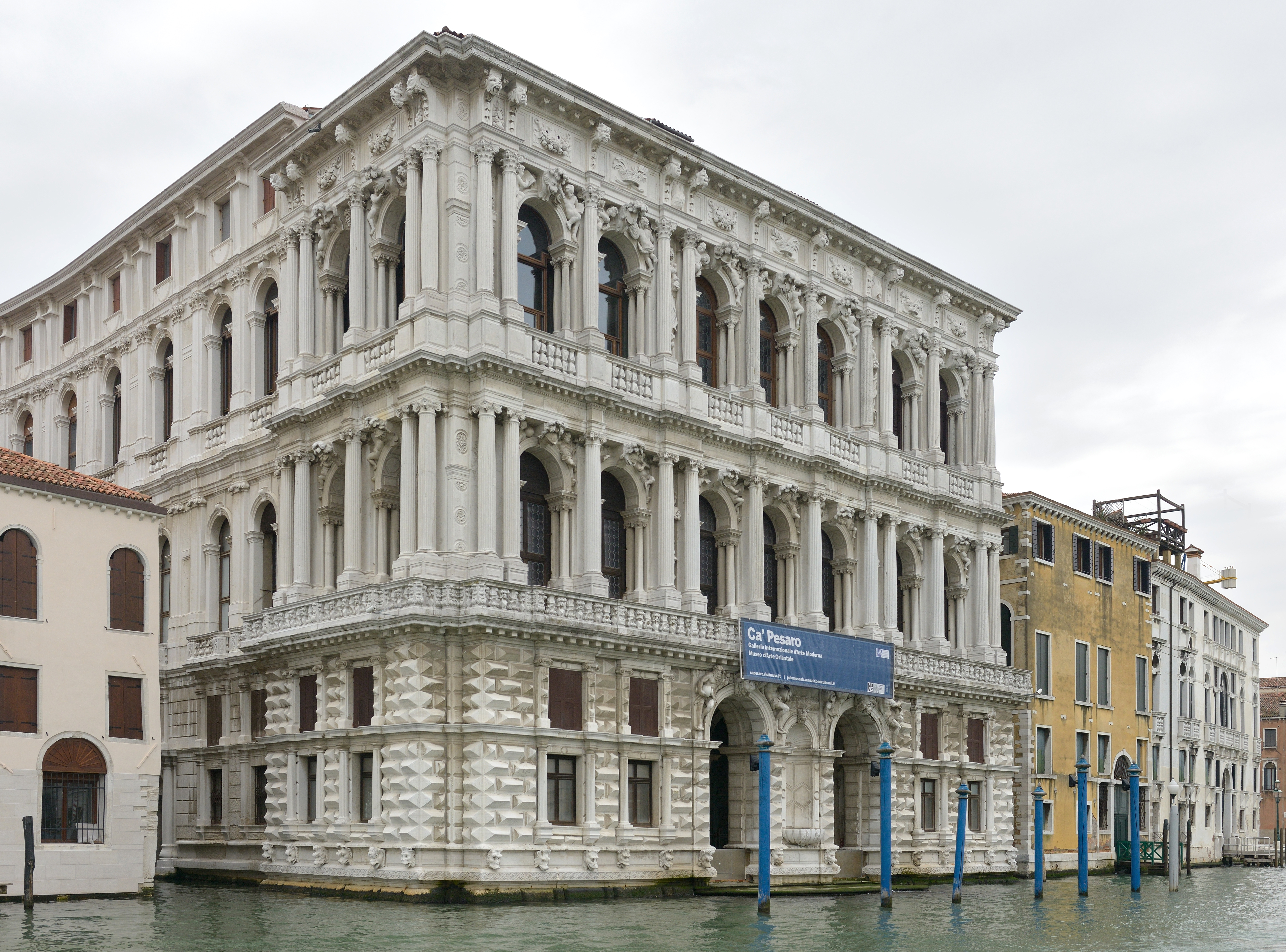
Ca' Pesaro
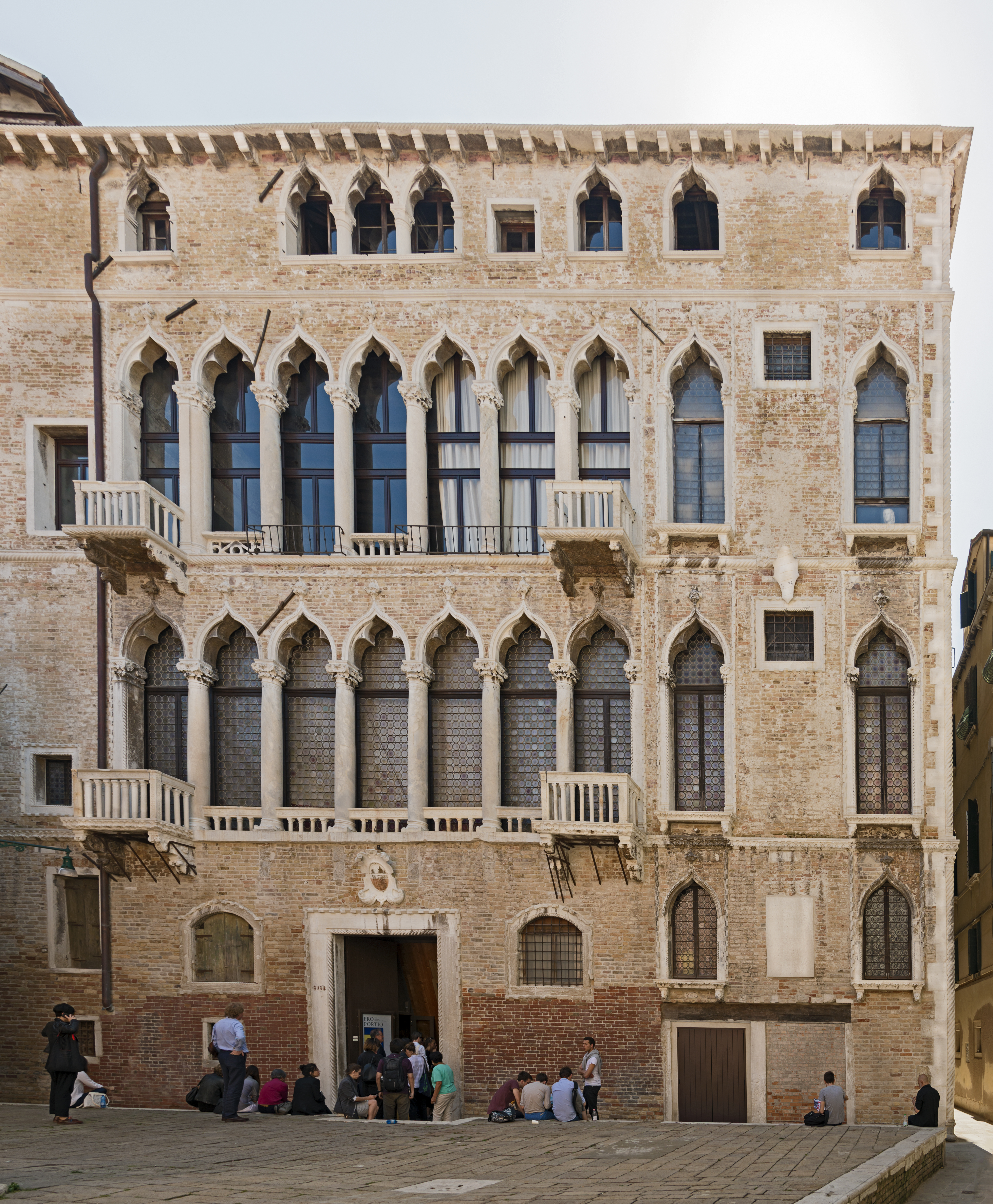
Palazzo Fortuny (Palazzo Pesaro degli Orfei)
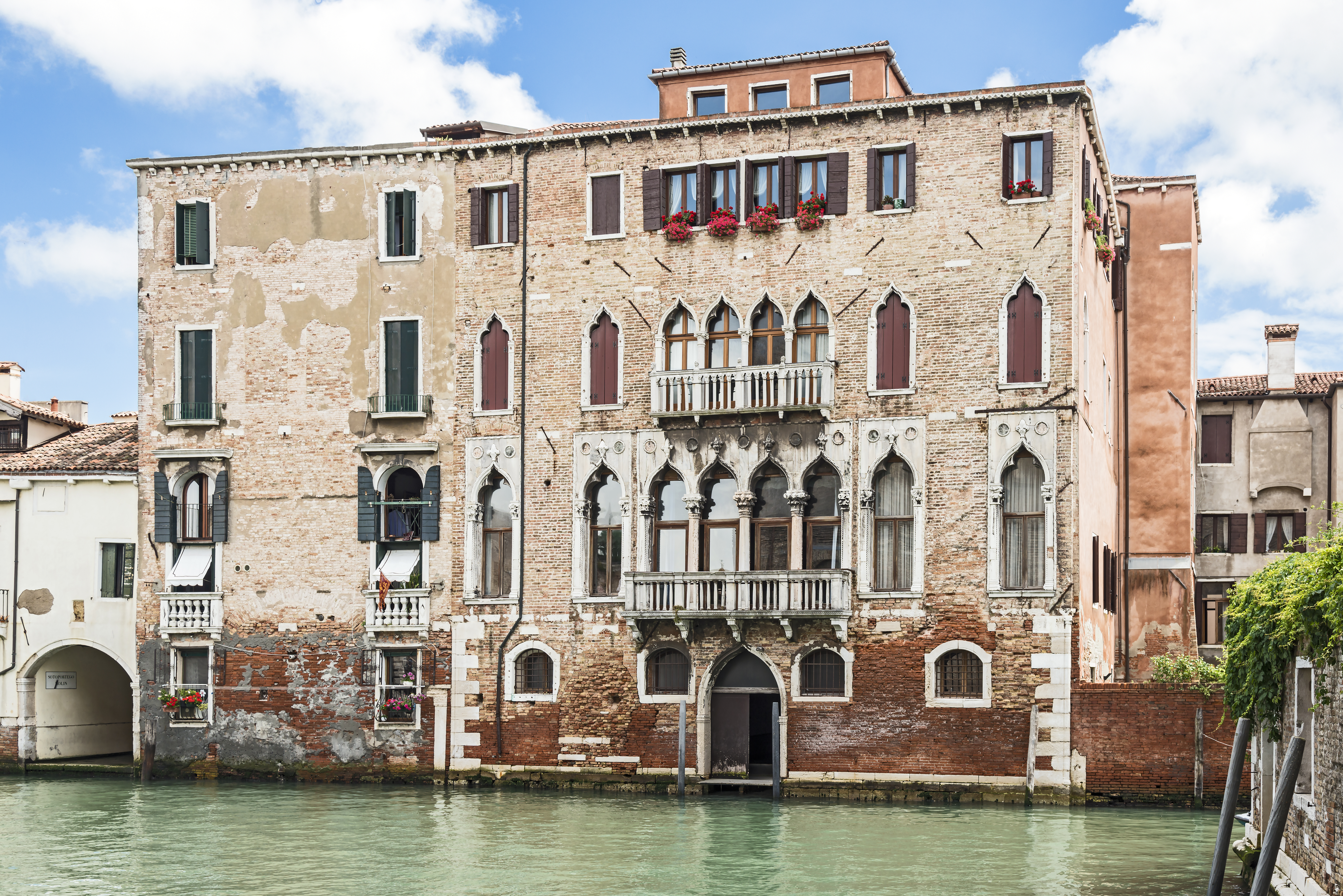
Palais Pesaro Papafava

- Ca' Pesaro, à Santa Croce
- Ca' Pesaro Facchinetti Vettoretto, à Maser
- Palazzo Pesaro Papafava, à Cannaregio
- Palazzo Giustinian Pesaro, à Cannaregio
- Palazzo Fortuny (Palazzo Pesaro degli Orfei), à Venise (San Beneto)

## Monuments

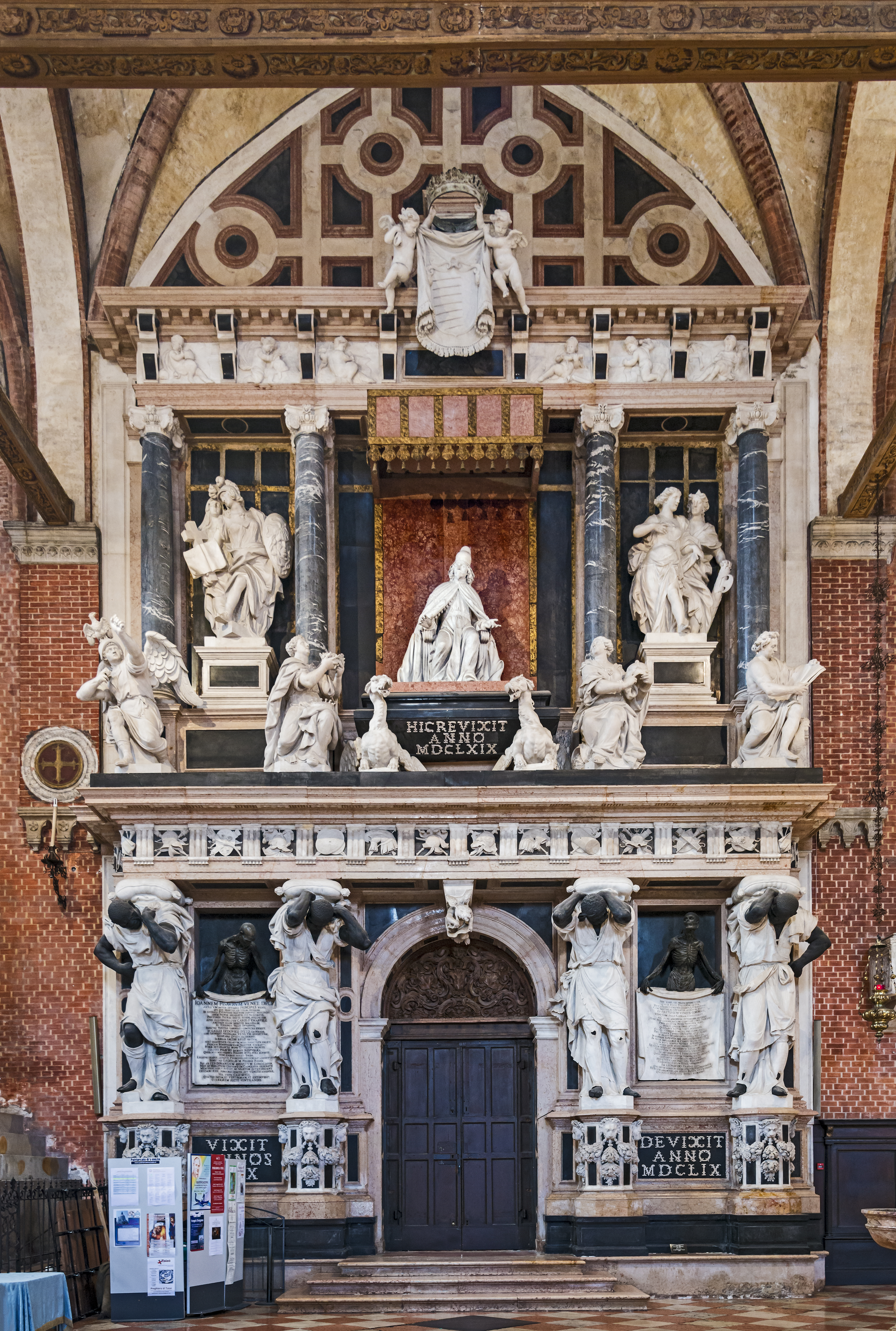
Le monument au doge Pesaro aux Frari
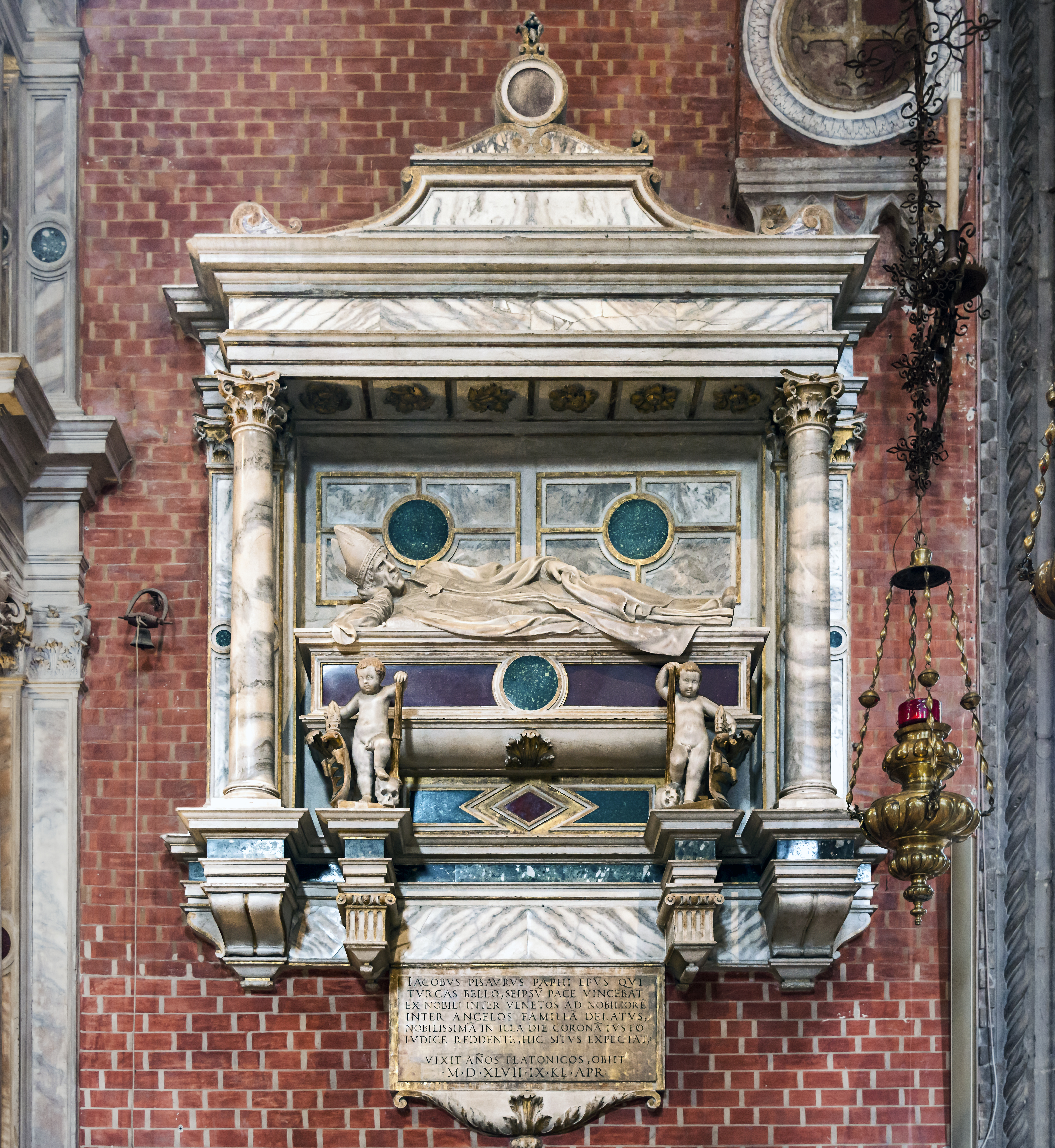
Monument à Jacopo Pesaro aux Frari
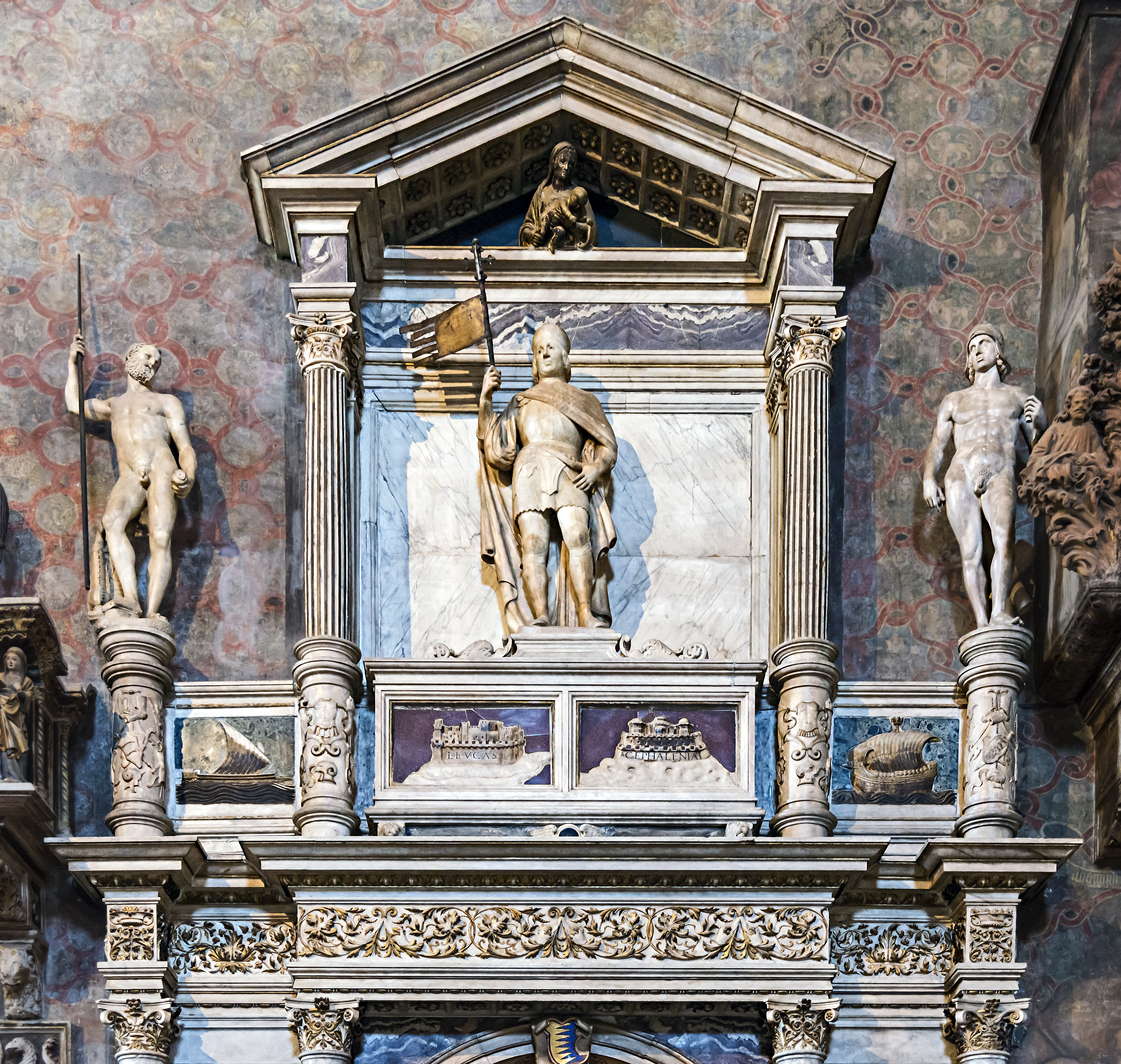
Le monument à Benedetto Pesaro aux Frari
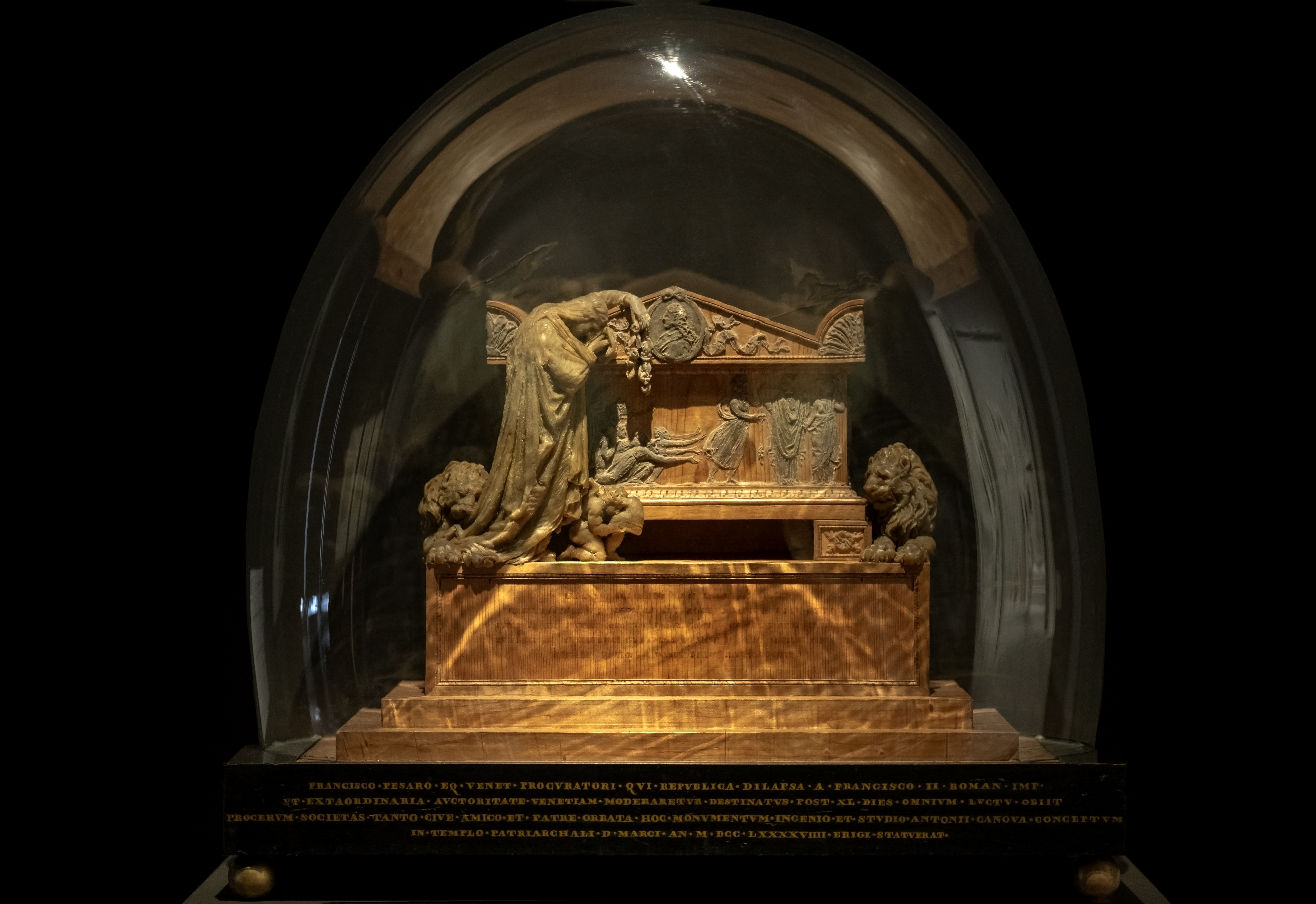
Projet de monument pour Francesco Pesaro par Canova - Musée Correr